# German Juniors 2002
Das German Juniors 2002 im Badminton fand vom 7. bis zum 10. März 2002 in Bottrop statt. Es war die 19. Austragung dieses bedeutendsten internationalen Juniorenwettkampfs Deutschland. Die Dieter-Renz-Halle war erstmals Austragungsort.

## Sieger und Platzierte
| Disziplin    | Gold                 | Silber                      | Bronze                            |
| ------------ | -------------------- | --------------------------- | --------------------------------- |
| Herreneinzel | Chen Jin             | Guo Zhendong                | Moon Bo-guk                       |
| Herreneinzel | Chen Jin             | Guo Zhendong                | Hwang Ji-man                      |
| Dameneinzel  | Zhu Jingjing         | Zhu Lin                     | Jiang Yanjiao                     |
| Dameneinzel  | Zhu Jingjing         | Zhu Lin                     | Kumiko Ogura                      |
| Herrendoppel | Xie Zhongbo Cao Chen | Hwang Ji-man Shin Hee-kwang | Carsten Mogensen Rasmus Andersen  |
| Herrendoppel | Xie Zhongbo Cao Chen | Hwang Ji-man Shin Hee-kwang | Joko Riyadi Hendra Setiawan       |
| Damendoppel  | Rong Lu Yu Yang      | Kumiko Ogura Reiko Shiota   | Eriko Hirose Niina Iwata          |
| Damendoppel  | Rong Lu Yu Yang      | Kumiko Ogura Reiko Shiota   | Zhu Lin Zhu Jingjing              |
| Mixed        | Cao Chen Yu Yang     | Xie Zhongbo Rong Lu         | Hendra Setiawan Devi Sukma Wijaya |
| Mixed        | Cao Chen Yu Yang     | Xie Zhongbo Rong Lu         | Hong In-pyo Hwang Hye-youn        |